# Bok Tower Gardens
Die Bok Tower Gardens bezeichnen einen Carillon-Turm (den Bok Tower) und das umliegende Grundstück (die Gardens) in Lake Wales in Florida in den Vereinigten Staaten. Seit 1970 gehört auch das Pinewood-Estate-Anwesen (vormals: El Retiro) zur Anlage.
Der Millionär, Herausgeber des Ladies' Home Journal und Philanthrop Edward W. Bok verbrachte die Wintermonate in Florida und wollte eine Art Wallfahrtsort für Vogelfreunde schaffen. Er beauftragte den angesehenen Landschaftsarchitekten Frederick Law Olmsted, Jr. für den Bau des Gebäudes.
Der Bau der Anlage begann 1921 im Areal des Iron Mountain, dem höchsten Punkt Floridas. Die Bok Tower Gardens sind heute ein beliebtes Ausflugsziel, mit Museum und verschiedenen kulturellen Veranstaltungen. Am 21. August 1972 wurde es in das National Register of Historic Places aufgenommen. Seit dem 19. April 1993 hat die Gartenanlage als Historic District den Status eines National Historic Landmarks.

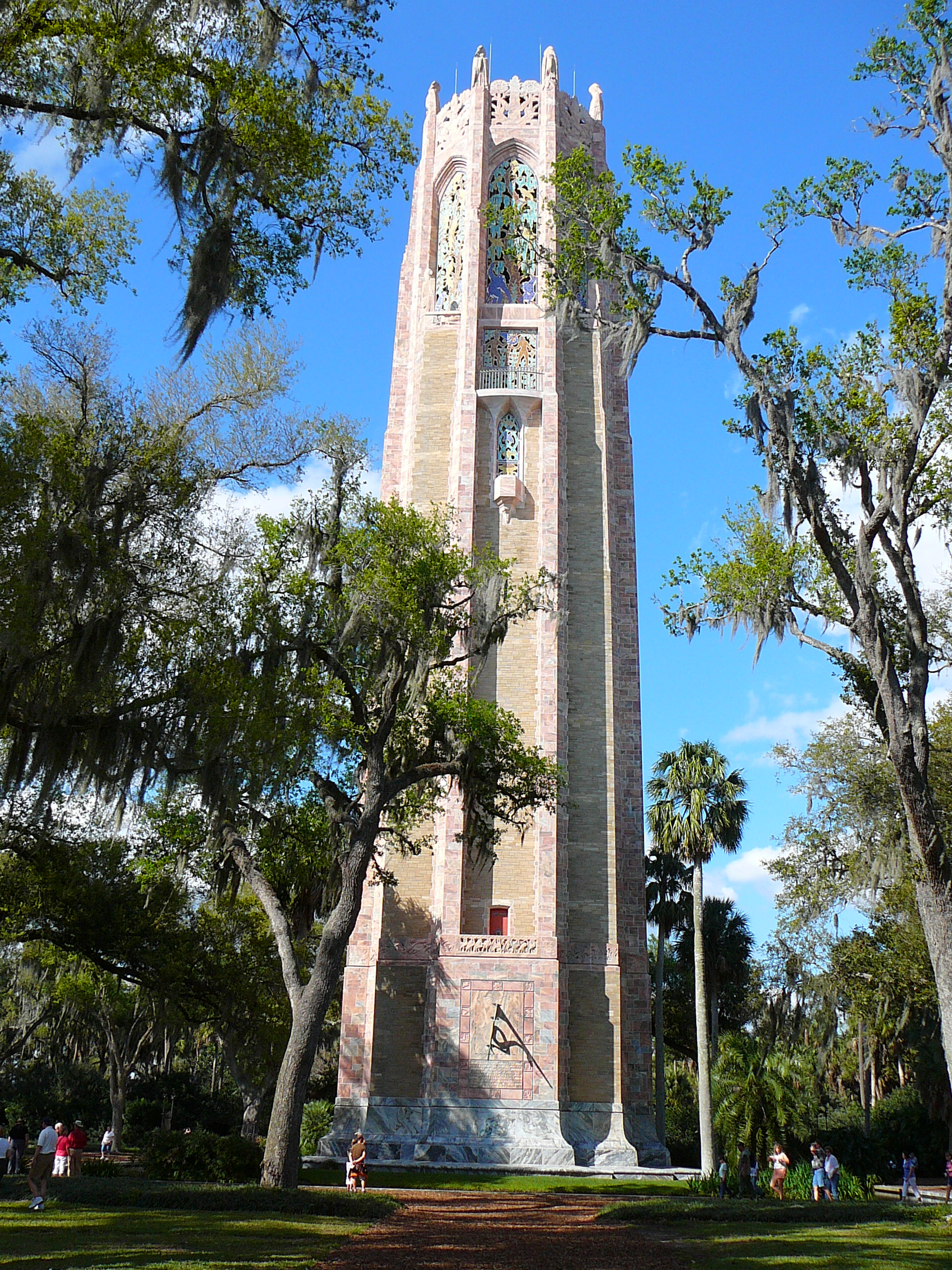
Bok Tower, Rückseite, Komplettansicht
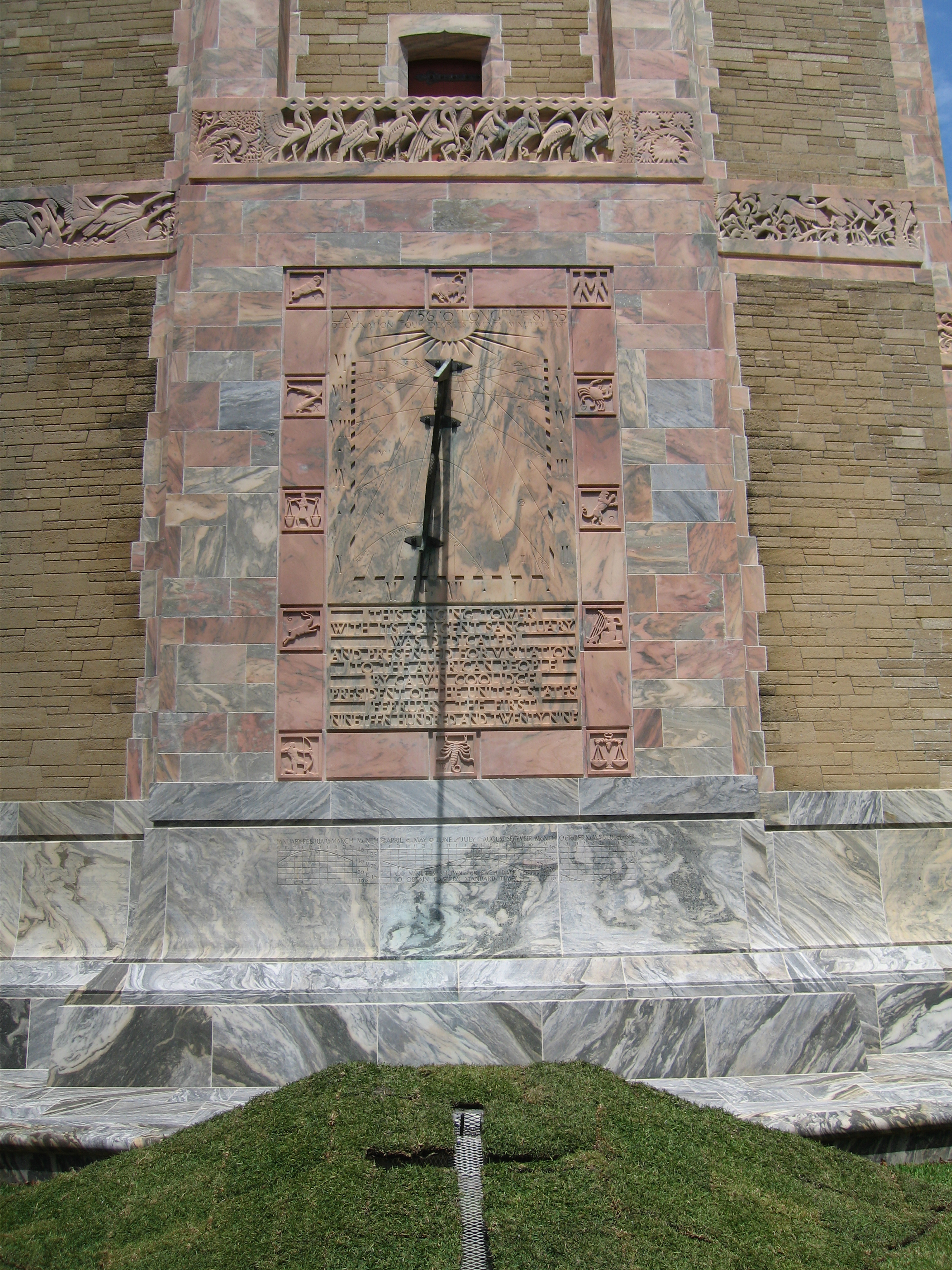
Die Sonnen-Uhr am Bok Tower
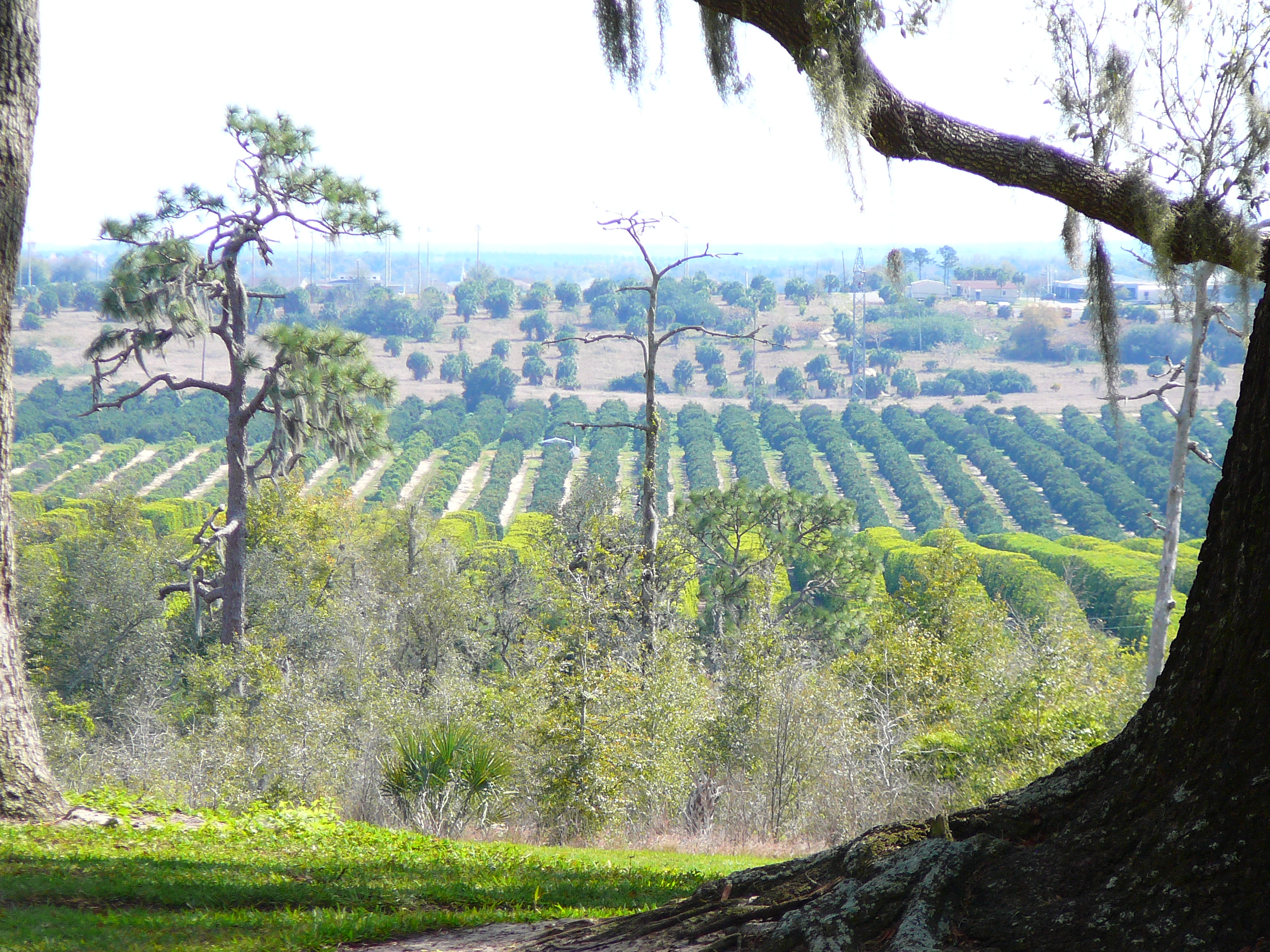
Blick vom Bok Tower auf die umliegenden Orangen-Haine